# Joanes Etxeberri de Sara
Joannes d'Etcheberri, según la ortografía moderna vasca Joanes Etxeberri, (Sara, Labort, Francia, 1668- Azcoitia, Guipúzcoa, España, 1749) fue un médico y escritor en euskera vascofrancés, asentado durante buena parte de su vida en España. Participante de la época de Ilustración, su mayor preocupación fue el analfabetismo de los euskaldunes o vascoparlantes y la defensa del euskera.
Se le suele añadir a su nombre el apelativo de Sara (Sarakoa en euskera) para distinguirlo del escritor homónimo, que era natural de Ciboure (Joannes d'Etcheberri de Ciboure, Joanes Etxeberri Ziburukoa).

## Biografía
Joannes d'Etcheberri nació en la localidad vascofrancesa de Sara en la provincia histórica de Labort. Se desconoce la fecha de su nacimiento ya que los archivos parroquiales de Sara de buena parte del siglo XVII se perdieron, aunque se ha deducido que la fecha de su nacimiento se situó en torno a 1668.
En su juventud cursó estudios de humanidades en el Colegio de los jesuitas de Pau y tras estudiar la carrera de medicina se estableció como médico en su localidad natal. Se casó con Catalina de Itsasgárate con la que tuvo familia numerosa. Al menos uno de sus hijos siguió sus pasos y ejerció también como médico. En 1713 es designado médico de la villa de Vera de Bidasoa, al otro lado de la frontera franco-española. Tras ejercer su cargo en los primeros años desde Sara, el médico decidió trasladarse a vivir a Vera en 1716. Al ir ganando fama y prestigio, sus servicios fueron requeridos primero por la villa de Fuenterrabía en 1723, para atender tanto a la villa como al hospital militar que tenía la localidad y luego posteriormente en 1725 por la de Azcoitia. Sirvió durante 23 años como médico en Azcoitia hasta que se retiró en 1748 con 80 años de edad. Falleció un año más tarde. 

## Obra literaria
Joannes d'Etcheberri ha sido considerado históricamente como el segundo autor laico de la historia de la literatura en lengua vasca tras el suletino Arnaud Oihenart cuya muerte coincidió aproximadamente con el nacimiento del labortano. Sin embargo, el descubrimiento en 2004 del Manuscrito de Juan Pérez de Lazarraga, deja actualmente al labortano como el tercer escritor laico de esta literatura.
Se conocen 4 obras de Joannes d'Etcheberri, aunque de ellas solo se han conservado 3.

### Gomendiozco Carta
Durante más de siglo y medio fue la única obra conservada del médico labortano. Lau-Urdiri Gomendiozco Carta edo Guthuna (Carta o epístola de recomendación a "Lau-Urdi") es un opúsculo de 40 páginas escrita por el médico en 1718 desde Vera de Bidasoa y dirigida a sus paisanos labortanos. Etcheberri denominaba al Labort en vasco Lau-Urdi en vez de Lapurdi, debido a su creencia de que el origen etimológico del nombre de su tierra provenía de Lau Ur (cuatro aguas o cuatro ríos) en vez de la etimología popular (y peyorativa) de lapur (ladrón), Lapurdi (tierra de ladrones). En esta obra Etcheberri pretende suscitar entre los labortanos la conciencia de que deben amar y estimar su lengua, así como fomentar su cultivo literario, tal y como hacen todos los pueblos del mundo. Con esta carta Etcheberri demostró su conciencia de lo vital que era para el pueblo vasco fomentar el cultivo de su idioma. En esa obra el propio médico menciona otros dos escritos anteriores suyos: el Diccionario Cuatrilingüe y los Rudimentos vascos para aprender latín.

### Diccionario cuatrilingüe
Fue probablemente la primera obra del médico labortano, realizada cuando todavía residía en su país de origen. Con ella pretendía dotar de un medio a los vascoparlantes de aprender francés, español y latín sin necesidad de salir del país. La obra se conoce a través de referencias del propio autor y de otros como Manuel de Larramendi, pero actualmente esta perdida. Se trataba al parecer de un diccionario de voces vascas con sus equivalentes en español, francés y latín.

### Rudimentos vascos para aprender latín
Tal y como menciona en Gomendiozco Carta, durante la realización del Diccionario Cuatrilíngüe Etcheberri llegó a la convicción de que era necesario, antes de la publicación del diccionario, escribir un tratado que permitiera a los vascos aprender los principios gramaticales de la lengua latina, base de los cimientos y raíces de todas las lenguas, ya que de lo contrario el Diccionario sería una obra sin base.
En 1713 redactó Euscal-herriari eta Euscaldun guztiei escuarazco hatsapenac latin icasteco (Al País Vasco y a todos los vascos, rudimentos en lengua vasca para aprender latín). Etcheberri trató infructuosamente de que el Biltzar de Ustaritz (Parlamento de Labort) financiara la impresión de dicha obra. Entre 1721 y 1725 presentó el manuscrito a los estados labortanos para que le dieran los 3000 francos que costaría la impresión, pero estos negaron la solicitud de su paisano, tal y como figura en las actas de dicha institución. Esta obra permaneció perdida durante casi 200 años hasta que fue encontrado el manuscrito por Julio de Urquijo.

### Manuscrito de Zarauz
A comienzos del siglo XX el bibliófilo y erudito Julio de Urquijo encontró un manuscrito en el archivo del convento de los franciscanos de Zarauz con dos obras, hasta entonces inéditas, de Joannes d'Etcheberri. El Manuscrito de Zarauz, legado al archivo del convento probablemente por Agustín Etcheberri, hijo de Joannes, está compuesto de Escuararen hatsapenac (Principios del euskera) y Euscal-herriari eta Euscaldun guztiei escuarazco hatsapenac latin icasteco (Al País Vasco y a todos los vascos, rudimentos en lengua vasca para aprender latín). 
La primera obra, compuesta en una fecha desconocida, es una obra apologética en defensa de la lengua vasca compuesta en vasco y latín. Etcheberri realiza una serie de disertaciones en defensa de la lengua vasca, sobre su gramática, su pureza, su perduración y su inelterabilidad (el autor observa que el idioma no ha variado en los últimos 150 años). Ataca a los que han denigrado el idioma, entre los que cita al Padre Mariana u al propio Oihenart. Ensalza la adhesión de los vascos a la fe católica y termina el libro con una exhortación a los jóvenes para que estudien.
La segunda obra, es los antes mencionads Rudimentos para aprender latín. Se trata de una obra didáctica que enseña los rudimentos de la gramática latina. Es una obra bilingüe (vasco y latín), que incluye numerosas formas latinas acompañadas de sus equivalentes vascos, generalmente extraídas de las obras de escritores vascofranceses que le precedieron; Axular, Oihenart y Joanes Etxeberri Ziburukoa, entre otros.
Urquijo publicó estos manuscritos en París en 1907 bajo el título de Obras vascongadas del doctor labortano Joannes d´Etxeberri.